# Rossinyol (eina)

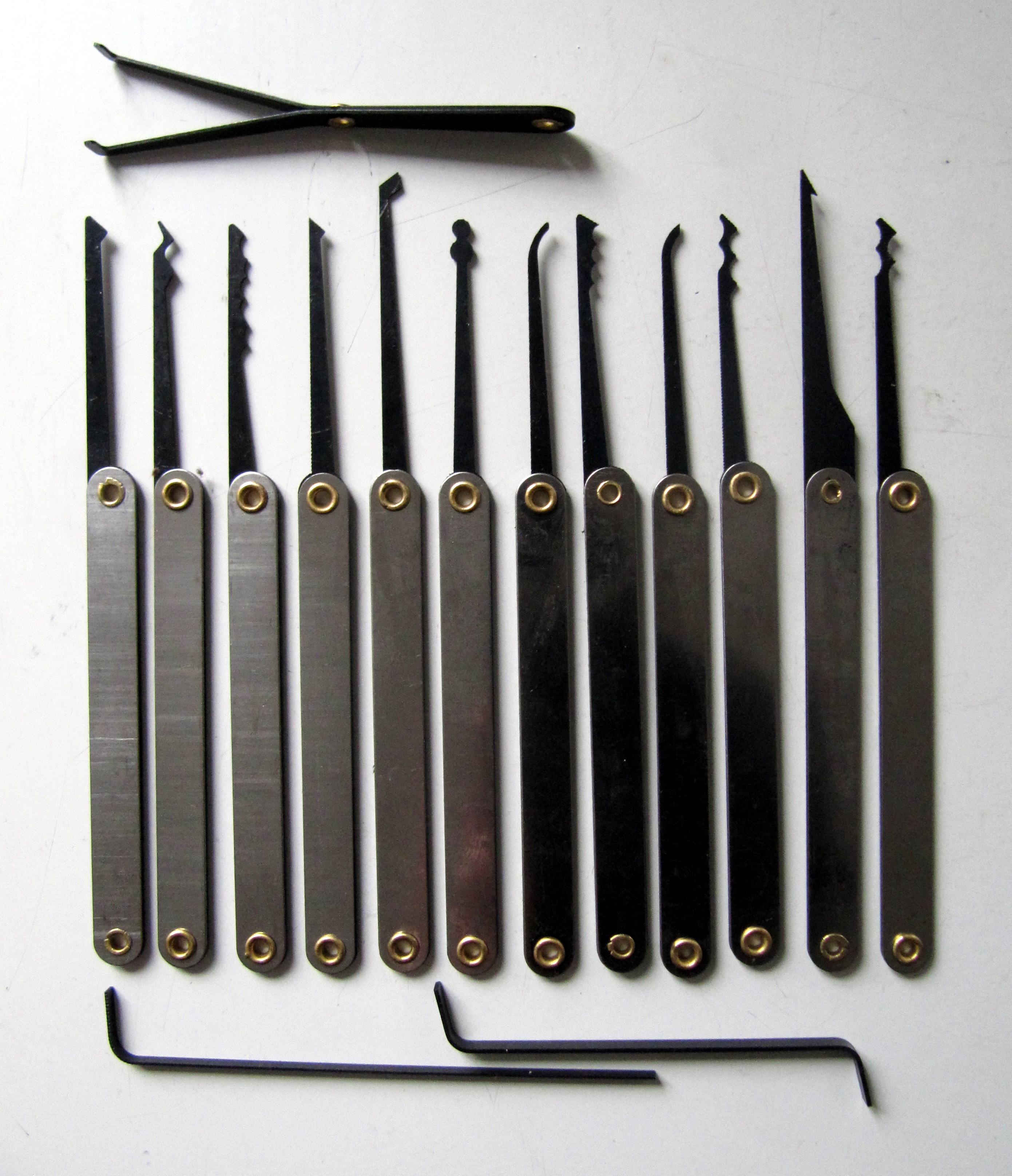
Rossinyols de diverses menes

El rossinyol és una eina manual emprada per a obrir panys sense necessitat de disposar de la clau respectiva. Els rossinyols tenen formes geomètriques senzilles i són fets d'alguna mena de metall, aliatge o plàstic dur. Hi ha rossinyols molt sofisticats, amb mànec i puntes intercanviables; i fins i tot rossinyols accionats elèctricament. El seu ús amb fins delictius és gairebé anecdòtic, ja que l'ús de les rossinyols és un art que requereix molt de tacte, una bona visió espacial i molt d'entrenament.

## Història
L'art d'obrir panys tant de forma professional com recreativa té una llarga trajectòria. El rei Lluís XVI de França (1754–1793) va ser molt aficionat tant com dissenyador, com expert o com manipulador de panys, i el físic Richard Feynman va triar panys per divertir-se als anys quaranta mentre estava treballant en el projecte Manhattan. La tradició de la pirateria dels coberts i dels túnels dels estudiants al MIT incloïa l'art d'obrir panys i la seva guia va estar àmpliament disponible des de 1991.
A partir del 1997, la tasca de seguretat recreativa més organitzada ha crescut i ha desenvolupat un aspecte competitiu anomenat "locksport", juntament amb el seu propi òrgan de govern, el Locksport International.

## El rossinyol com a passatemps
Hi ha comunitats a tot el món que busquen promoure l'afició conegut com a "rossinyol esportiu", un art que té la finalitat d'obrir panys com repte, ja que alguns tenen una complexitat mecànica que requereix un profund estudi per aconseguir obrir-los. També es realitzen competicions a nivell internacional perquè múltiples aficionats a aquest hobby puguin mostrar les seves aptituds en una competició amb la finalitat obrir una sèrie de panys en un temps mínim.